# Нойбург-ан-дер-Каммель
Нойбург-ан-дер-Каммель (нім. Neuburg an der Kammel) — громада в Німеччині, знаходиться в землі Баварія. Підпорядковується адміністративному округу Швабія. Входить до складу району Гюнцбург.
Площа — 37,90 км2. Населення становить 3146 ос. (станом на 31 грудня 2020).